# Ptitim
Gli ptitím (ebraico: פּתיתים - sing. petít פּתית - lett. "fiocchi [di pasta]"; conosciuti anche come cuscus israeliano) sono un tipo di pasta tostata a forma di chicchi di riso o fregula, sviluppati in Israele negli anni '50 quando il riso scarseggiava in un periodo noto come ''Tsena''. Al di fuori di Israele, originariamente divennero noti come "Riso Ben-Gurion", sebbene sia principalmente chiamato "ptitim" in ebraico, e la versione a forma di perla è conosciuta tra Anglofoni come "Cuscus Israeliano". Questo è un termine improprio perché è pasta e non cuscus.

## Storia
Gli ptitim sono stati creati nel 1953, durante il periodo di austerità in Israele. Il primo ministro israeliano, David Ben-Gurion, chiese a Eugen Proper, uno dei fondatori dell'azienda alimentare Osem, di ideare un sostituto del riso a base di grano, anche a causa del grande influsso di ebrei mediorientali, abituati a mangiare tradizionalmente riso e couscous. L'azienda accettò la sfida e sviluppò gli ptitim a partire da farina di grano duro e acqua, per poi tostararli in forno. L'iniziativa si rivelò un successo nazionale, di conseguenza, gli ptitim sono ancora oggi talvolta chiamati "Riso Ben-Gurion". Nonostante inizialmente il prodotto fosse esclusivamente a forma di risoni, in seguito al suo grande successo, Osem iniziò a produrne una varietà a forma di fregula, ispirata al cuscus, che col tempo divenne la più famosa e usata in tutte le case israeliane.

## Preparazione
Gli ptitim vengono prodotti estrudendo la pasta attraverso uno stampo rotondo, prima di essere tagliato e tostato, dandogli la forma uniforme a grana naturale e il suo sapore unico di nocciola.  A differenza dei comuni tipi di pasta e cuscus, gli ptitim sono stati prodotti in fabbrica sin dall'inizio, e quindi raramente si vedono fatti in casa. Il prodotto acquistato in negozio è facile e veloce da preparare.
Il piatto è popolare tra i bambini israeliani, che lo mangiano normale o mescolato con cipolla fritta e concentrato di pomodoro, ed è ora prodotto anche in forma di anello, stella e cuore. Per i consumatori attenti alla salute, sono disponibili anche varietà di farina integrale e di farro.
Sebbene sia considerato un alimento per bambini in Israele, è talvolta utilizzato anche nei "ristoranti più alla moda" di altri paesi. Negli Stati Uniti si trova nei menu degli chef statunitensi contemporanei e si può acquistare nei mercati gourmet.

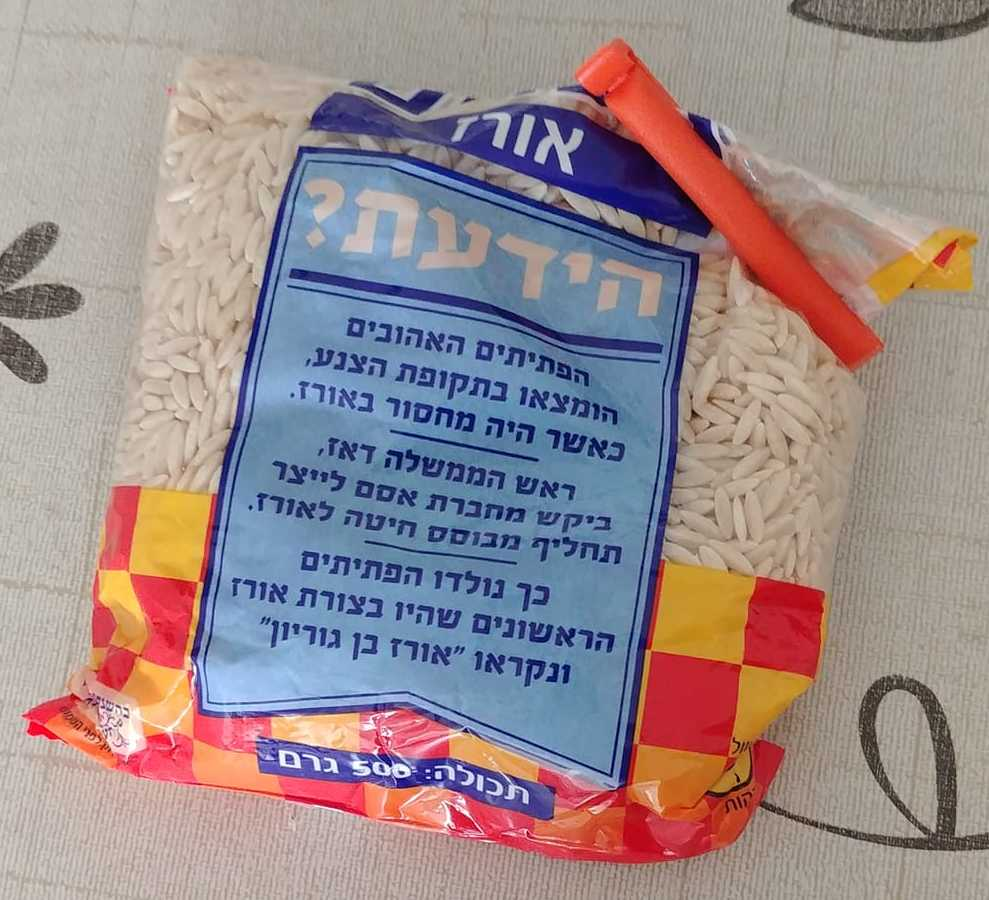
Originale "riso di Ben-Gurion"

Gli ptitim possono essere utilizzati in diversi tipi di piatti, sia caldi che freddi. I chicchi mantengono la loro forma e consistenza anche quando vengono riscaldati e non si aggregano. Comunemente, il piatto viene preparato con cipolle o aglio saltati (si possono aggiungere anche verdure, carne, pollo o salsiccia). I chicchi di ptitim possono essere fritti per un breve periodo prima di aggiungere acqua. Possono anche essere cotti al forno, in brodo, serviti in una torta, usati per il ripieno o come risotto, o anche in altri piatti come sostituti della pasta o del riso. Lo chef statunitense Charlie Trotter ha prodotto una serie di ricette per piatti gourmet a base di ptitim, anche come dessert.

## Prodotti simili
Quando a forma di perla, il prodotto è molto simile al farfel aschenazita, che fu portato in Israele dall'Europa a partire dal 1800 e dalla Prima Aliyah. Il farfel era probabilmente il predecessore degli ptitim, in quanto i due sono molto simili e vengono spesso sostituiti l'uno con l'altro.
Il petit ha preso una forma più rotonda dal più antico cuscus levantino e magrebino che lo precede, noto come maftūl o moghrabieh in Giordania, Libano, Palestina e Siria. Mentre il piatto levantino è un cuscus rivestito, gli ptitim sono una pasta estrusa, e sono comunque molto diversi in termini di gusto e preparazione.

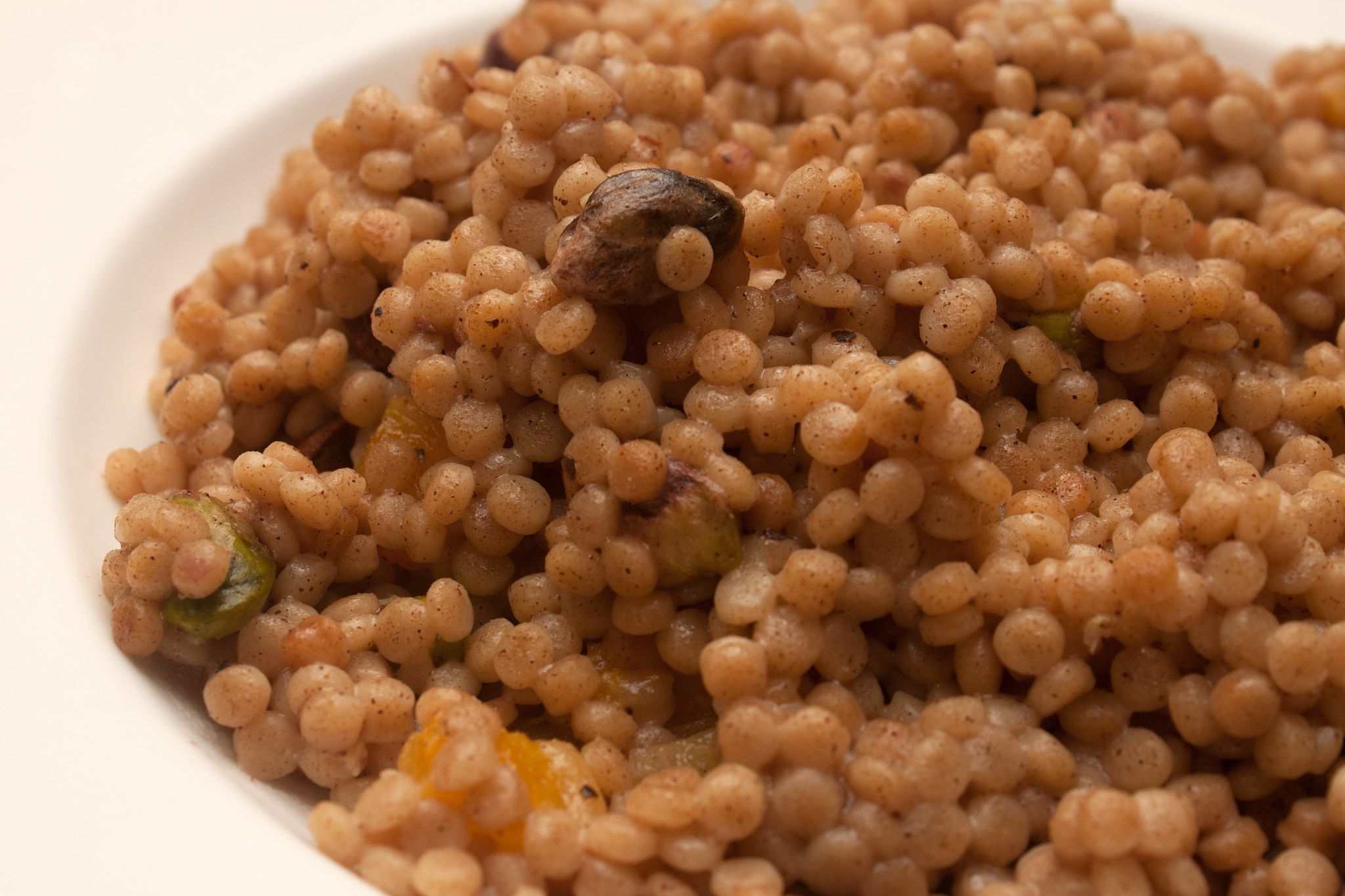
Ptitim in stile couscous preparato come piatto della cucina israeliana

Il piatto è simile anche ai berkoukes berberi (detti anche abazine) e alla fregula sarda, ma anche questi, a differenza dei ptitim, sono prodotti laminati e rivestiti.
Il petit può anche assomigliare ad alcuni prodotti della famiglia "pastina", in particolare acini di pepe, orzo e stellini. Tuttavia, a differenza della pastina, i cereali ptitim sono precotti / tostati per conferire loro la loro consistenza gommosa e il loro sapore di nocciola.